# Nước tự trị Melchizedek
Nước tự trị Melchizedek (tiếng Anh: Dominion of Melchizedek) là một vi quốc gia tự tuyên bố, không được quốc tế công nhận, được biết đến với việc tạo điều kiện cho gian lận ngân hàng quy mô lớn ở nhiều nơi trên thế giới trong những năm 1990 và đầu những năm 2000. Nó được thành lập bởi một gia đình Hoa Kỳ vào năm 1986, và đã tuyên bố chủ quyền đối với nhiều lãnh thổ trên thế giới.

## Lịch sử